# 韦拉
韦拉是巴西马托格罗索州的一个市镇。总面积2950.868平方公里，总人口9183人，人口密度3.1人/平方公里。